# Spanska
Spanska (spanska: español), även kastilianska (spanska: castellano), är ett ibero-romanskt  språk som härstammar från latin och tillhör de indoeuropeiska språken. Spanska är världens näst största språk och det största romanska språket efter antal modersmålstalare, med 559 miljoner (2023) som har språket som modersmål och drygt 40 miljoner andraspråkstalare. 90 % av modersmåltalare bor i Syd- och Nordamerika, där den folkrikaste spanskspråkiga nationen, Mexiko, även ligger. Spanska är utöver Mexiko officiellt språk i Argentina, Bolivia, Chile, Colombia, Costa Rica, Kuba, Dominikanska republiken, Ecuador, Ekvatorialguinea, El Salvador, Guatemala, Honduras, Nicaragua, Panama, Paraguay, Peru, Puerto Rico, Spanien, Uruguay och Venezuela. Spanska behärskas dessutom av ca 17% av befolkningen i USA.

## Spanska eller kastilianska
Den spanska akademien (Real Academia Española) förespråkar att begreppet español ('spanska') används för språket, medan begreppet kastilianska reserveras för den varietet som uppstod i det historiska kungariket Kastilien och som idag talas i regionen Kastilien. I Spanien används även det senare uttrycket för det spanska språket i förhållande till de officiella regionspråken i landet – galiciska, baskiska och katalanska; språket omskrivs som castellano i 1978 års spanska författning.

## Historik

Språkhistorisk karta (film) över de sydvästeuropeiska språkens utveckling och utbredning (text på engelska).

Spanskan är ett romanskt språk och har alltså utvecklats ur vulgärlatinet, under inflytande av baskiska och arabiska, i norra delen av Iberiska halvön. Typiskt för utvecklingen av spanskans ljudlära är bland annat lenition (latin: vita, spanska: vida), palatalisering (latin: annus, spanska: año) och diftongeringen (stamförändringar) av ”e/o” från vulgärlatin (latin: terra, spanska: tierra; latin: novus, spanska: nuevo). Liknande fenomen återfinns i de flesta andra romanska språk.
Under reconquistan fördes denna nordliga dialekt söderut, och den är fortfarande ett minoritetsspråk i norra Marocko.
Språket kom till den amerikanska kontinenten, Mikronesien, Guam, Marianerna, Palau och Filippinerna under den spanska koloniseringen med start i början av 1500-talet.
Under 1900-talet nådde spanskan även Ekvatorialguinea och Västsahara.

## Geografisk fördelning

Karta över spanskans utbredning.

Med 130 miljoner talare som både första- och andraspråk har Mexiko den största spansktalande befolkningen i världen. Näst störst är Colombia (52 miljoner), följt av Spanien (48 miljoner), Argentina (46 miljoner) och USA (cirka 42 miljoner).
Spanska är ett officiellt språk i FN, EU och Afrikanska unionen samt 20 länder: Argentina, Bolivia (tillsammans med quechua, aymará och Guaraní), Chile, Colombia, Costa Rica, Kuba, Dominikanska republiken, Ecuador, El Salvador, Ekvatorialguinea (tillsammans med franska och Portugisiska),  Guatemala, Honduras, Mexiko, Nicaragua, Panama, Paraguay (tillsammans med guaraní), Peru (tillsammans med quechua och aymará), Puerto Rico, Spanien (tillsammans med katalanska, galiciska och baskiska), Uruguay och Venezuela.
Det är ett använt språk i Andorra och Belize, men har i dessa länder inte officiell status. Den lokala dialekten llanito eller yanito (spanskt uttal: [ɟʝaˈnito]) talas av stora delar av befolkningen på Gibraltar, men området tillhör Storbritannien och har därför engelska som officiellt språk.
I USA, som inte har något officiellt språk, talas spanska av ungefär tre fjärdedelar av de cirka 62 miljoner latinamerikaner som bor i landet. Spanska är dock modersmål för befolkningen i Puerto Rico som är i samvälde med USA.
Spanska talas också i Aruba, Kanada, Israel (både standardspanska och ladino, en form av judisk spanska), norra Marocko, Nederländska Antillerna, Trinidad och Tobago, Turkiet (också ladino), Jungfruöarna och Västsahara. 
I Brasilien, där nästan hela befolkningen talar portugisiska, är spanska ett tredjespråk (efter engelska) bland studenter och affärsmän. 
På Filippinerna upphörde spanskan att vara officiellt språk under ett par månader 1973, men återfick sin status fram till 1987 då språket erkändes som ett nationellt hjälpspråk. Enligt en folkräkning 1990 beräknades antalet talare till 2 658, mindre än en promille av befolkningen. Trots att inhemska och engelska räkneord är de mest använda för att räkna pengar, ålder och tid, så används fortfarande det spanska decimalsystemet i hög utsträckning och den filippinska kalendern är en modifierad version av den spanska. Vidare talas det enda existerande spansk-asiatiska kreolspråket av 292 630 filippinier (1990). De flesta av dessa finns på olika delar av ön Mindanao och området söder om Manila på ön Luzon. De flesta inhemska filippinska språken, däribland det officiella språket filipino, innehåller stora mängder spanska lånord.

## Dialekter och varianter
Regionalt finns olika dialekter och varianter i både Spanien och Latinamerika. Den variant av spanska som talas i Latinamerika, såsom argentinsk spanska, karibisk spanska, peruansk spanska och colombiansk spanska, anses komma av den spanska som talas i sydvästra Spanien, främst i Andalusien, Extremadura och på Kanarieöarna. 
I Spanien anses ofta den nordkastilianska dialekten vara mall för standarduttalet även om dess svaga användande av pronomen (laísmo) i allmänhet ogillas. Spanska har tre pronomen i andra person singular tú, usted, och, i vissa delar av Latinamerika, vos. Generellt betraktas tú och vos som informella och något som används mellan vänner, även om vos i Spanien betraktas som en väldigt ålderdomlig och underdånig form som numera endast används i liturgiska sammanhang. Usted är den universellt formella formen och används för att markera respekt, som när man tilltalar sina föräldrar eller okända människor. I Costa Rica och Colombia används Usted på både formellt och informellt sätt. De latinamerikanska dialekterna samt den kanariska dialekten har generellt endast en form, ustedes, vilket är neutralt i tilltalston, medan den spanska kastilianskan har två: ustedes (formellt) och vosotros (neutralt), även om vissa variationer förekommer.
RAE (Real Academia Española) tillsammans med 21 andra språkakademier publicerar grammatikor och stillexikon.

## Grammatik
Huvudartikel: Spansk grammatik
Spanskan är ett relativt formrikt språk med två genus, maskulinum och femininum, cirka 50 böjningar per verb, men formfattiga substantiv och pronomen.
Spanskan reducerar i allmänhet personligt pronomen där verbböjningen redan indikerar person, som tengo, "jag har", istället för yo tengo, med samma betydelse men där det personliga jag tydligare betonas.
Syntaxen är generellt SVO (subjekt-verb-objekt), även om variationer är fullt möjliga, och bestämningar står i de flesta fall efter det bestämda.

## Ordförråd
Spanskans ordförråd är till 89 % identiskt med portugisiskans, till 85 % med katalanskans, 82 % med italienskans, 76 % med sardiskans, 75 % med franskans, 74 % med rätoromanskans, 71 % med rumänskans.

## Fonologi
Spanskans konsonantsystem hade till 1500-talet genomgått en rad viktiga förändringar som särskilde det från andra iberoromanska språk, som portugisiska, galiciska och asturiska. Här följer de viktigaste av dessa.
- Det initiala /f/ hade förvandlats till ett oftast stumt /h/, som dock finns kvar i stavningen.
- Den tonande labiodentala frikativan /v/ (som kunde stavas med "u" eller "v") smälte samman med det bilabiala /b/. Egentligen representerar "b" och "v" i skrift samma ljud i de flesta spanska dialekter, utom i vissa delar av Spanien, och då i synnerhet runt Katalonien och Valencia.
- Den tonande alveolara frikativan /z/ smälte samman med sin tonlösa motsvarighet /s/ och genomgick en smärre stavningsförändring.
- Den tonande alveolara affrikatan /ʣ/ ("s" i skrift) gick ihop med det tonlösa /ʦ/ ("ç,ce,ci" i skrift), som senare utvecklades till det interdentala (läspande) /θ/. Detta används endast i vissa delar av Spanien, i många dialekter finns endast /s/, exempelvis på Kanarieöarna, i Latinamerika och i Andalusien.
- Den tonande postalveolara frikativan /ʒ/ ("j,ge,gi" i skrift) smälte ihop med det tonlösa /ʃ/ ("x" som i "Quixote") och blev sen till /ʃ/ och hade kring 1600-talet utvecklats till det moderna velara ljudet /x/ som stavas 'j,ge,gi'.

Medeltidsspanskans konsonantsystem är väl bevarat i ladino, den spanska talad av de sefardiska judar som efter det muslimska rikets fall även de blev förvisade ur Spanien på 1400-talet.

### Betoning
Spanskan betonar fonem efter ett system som inte går att förutsäga genom ordet i sig självt och vissa ord kan endast skiljas åt med korrekt betoning. Till exempel betyder camino (med betoning på näst sista stavelsen) ”väg” eller första person singular av verbet caminar (”att gå/vandra”) medan caminó är tredje person singular av samma verb fast i dåtid (indefinido). Eftersom alla spanska stavelser har samma relativa längd är spanskan ett stavelserytmiskt språk, till skillnad från bland annat svenskan, där vikten i rytmen läggs på betonade stavelser.

## Skrift
Spanskan använder en lätt modifierad variant av det latinska alfabetet. Vokaler markeras med akut accent (á, é, í, ó, ú) för att markera betoning som inte följer det vanliga mönstret eller för att särskilja ord som stavas lika men har olika uttal; trema används för 'u' (ü) efter 'g' när det ska anges om det blir [gw] eller [gu]; 'n' får ett tilde (ñ) för att indikera en palatalisering. Tidigare ansågs rr vara en egen bokstav, men är numera avskaffat. Ch och ll har ansetts som separata bokstäver sedan 1803, men sedan de spanska språkakademiernas tionde kongress 1994 har man kommit överens att betrakta dem som bokstavskombinationer på begäran från Unesco och andra internationella organisationer, med vissa undantag. Alltså sorteras numera ch inte mellan c och d, som tidigare, utan kommer mellan ce och ci.
Skriven spanska inleder utrops- och frågesatser med tecken som ser ut som uppochnedvända utropstecken respektive frågetecken. Till exempel ¿Qué dices? (”Vad säger du?”), ¡No es verdad! (”Det är inte sant!”). Detta gör att man redan från början av satsen uppfattar dess karaktär. Informell spansk skriftlig text kan ibland sakna dessa första utropstecken och frågetecken, men detta anses grammatiskt inkorrekt.
Betoningen i skrift markerar också betoning enligt tydliga och konsekventa regler. Den naturliga betoningen ligger på sista stavelsen om ordet slutar på alla konsonanter utom "n" eller "s" och på den näst sista stavelsen på ord som slutar med en vokal, "n" eller "s". Betoningen på ord som inte följer dessa regler markeras med akut accent över den betonade vokalen.
En rad homonymer särskiljs med hjälp av accenter, även om många av dessa bara innehåller en stavelse: te (pronomen i andra person, ackusativ) och té (”te”, som i dryck); se (reflexivt pronomen i tredje person) och sé (”jag vet” eller imperativ av ”vara”); como (”som” eller ”jag äter”) och cómo (”hur?”).
Även om en del missförstånd kan uppstå angående samband mellan stavning och uttal – bland annat på grund av stumt "h", de väldigt snarlika "b" och "v", och att spansktalande i södra Spanien och Latinamerika inte skiljer "s" och "z" åt i uttal – är spanskan relativt konsekvent och förutsägbar. Trots detta har flera försök till stavningsreformer gjorts i Latinamerika, men inga har fått några permanent inverkan. Endast språkakademiernas smärre ändringar är de försök som fått genomslag.